# کاوندیش (دهانه)
کاوندیش یک دهانه برخوردی در ماه‌ است.

## دهانه‌های اقماری
این دهانه ۱۰ دهانه اقماری دارد.
| Cavendish | عرض جغرافیایی | طول جغرافیایی | قطر          |
| --------- | ------------- | ------------- | ------------ |
| A         | ۲۴.۰° S       | ۵۲.۷° W       | ۱۰.۰ کیلومتر |
| B         | ۲۳.۲° S       | ۵۵.۱° W       | ۱۰.۰ کیلومتر |
| E         | ۲۵.۴° S       | ۵۴.۲° W       | ۲۴.۰ کیلومتر |
| F         | ۲۶.۱° S       | ۵۴.۰° W       | ۱۸.۰ کیلومتر |
| M         | ۲۲.۰° S       | ۵۳.۸° W       | ۶.۰ کیلومتر  |
| L         | ۲۱.۷° S       | ۵۳.۶° W       | ۵.۰ کیلومتر  |
| N         | ۲۲.۱° S       | ۵۴.۳° W       | ۴.۰ کیلومتر  |
| P         | ۲۴.۲° S       | ۵۱.۶° W       | ۴.۰ کیلومتر  |
| S         | ۲۳.۸° S       | ۵۲.۴° W       | ۵.۰ کیلومتر  |
| T         | ۲۴.۸° S       | ۵۵.۲° W       | ۴.۰ کیلومتر  |